# Viator
Viator er en by og kommune i det sydøstlige Spanien i provinsen Almería. Den har et indbyggertal på 6.271 (2024) indbyggere.